# Carl Jörns

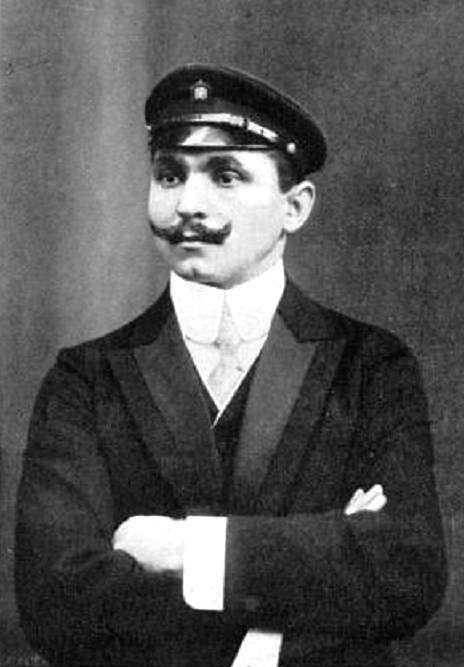
Carl Jörns (1909)

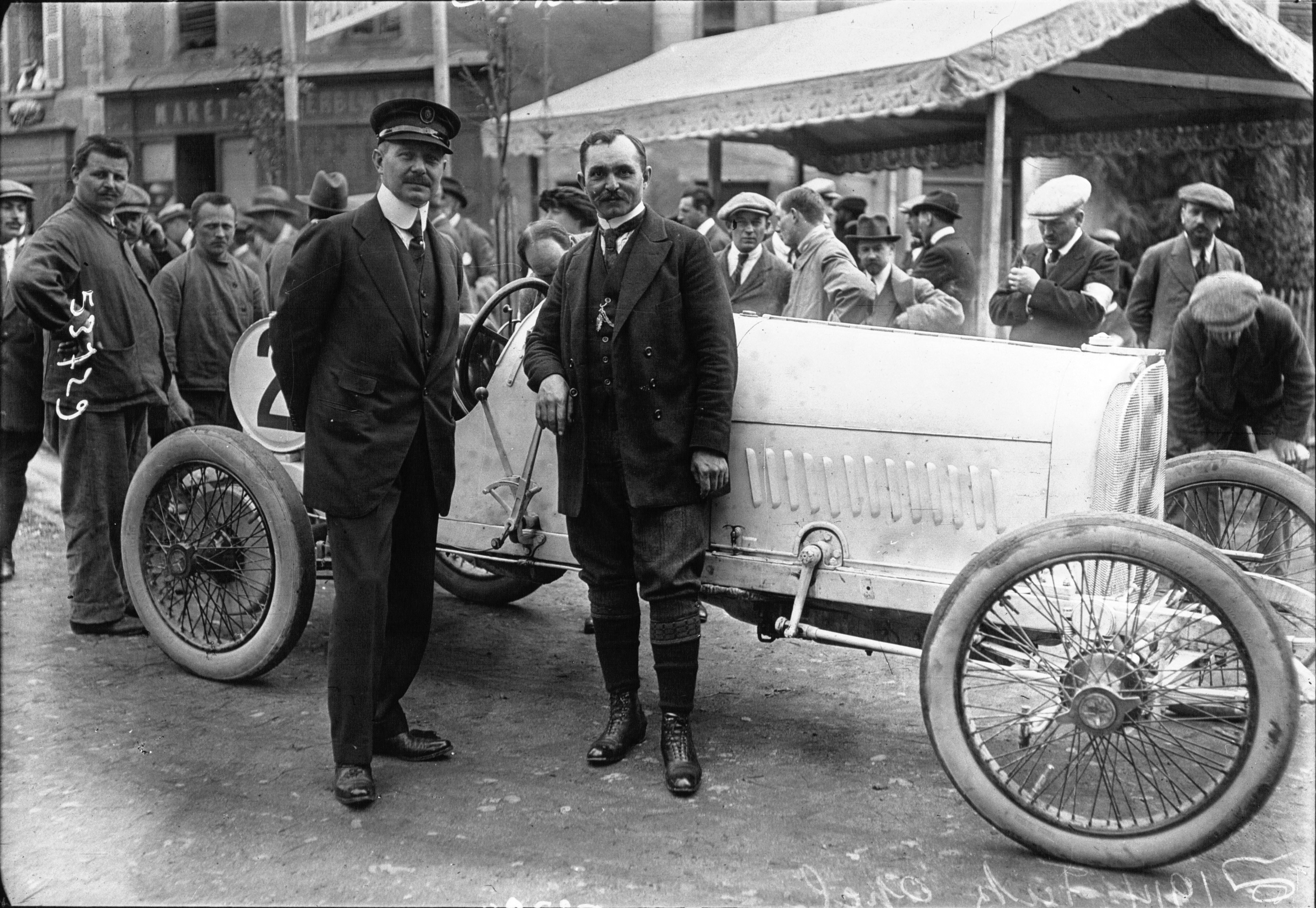
Carl Jörns zusammen mit Friedrich Opel beim Großen Preis von Frankreich 1914.

Carl Jörns (* 11. Dezember 1875 in Ludwigshafen; † 19. Juli 1969 in Rüsselsheim) war ein deutscher Radrennfahrer und Automobilrennfahrer. Er erzielte seine Erfolge ausschließlich auf Opel-Rennwagen.

## Leben
Jörns fuhr zunächst Radrennen, bei denen unter anderem die Gebrüder Opel, die zuerst neben Nähmaschinen nur Fahrräder herstellten, seine Konkurrenten waren. Sein erstes Radrennen gewann er 1893. 1896 siegte er in der 10-Kilometer-Meisterschaft von Europa in Köln.
Nachdem Opel seit dem Ende des 19. Jahrhunderts auch Autos produzierte, wurde der technikbegeisterte Carl Jörns ab 1902 als Fahrlehrer und Einfahrer bei Opel beschäftigt.

1914: Carl Jörns mit seinem Beifahrer und „Schmiermaxe“ Volkhart und dem Opel 12,3-Liter-Rennwagen.

Im August 1903 startete Jörns als Opel-Werksfahrer zu seinem ersten Automobilrennen auf der Frankfurter Pferderennbahn und wurde Dritter in der Klasse bis 16 PS. Ein Jahr später konnte er seinen ersten Sieg feiern. Im Januar 1907 erreichte Carl Jörns auf einem modifizierten Opel 34/65 PS beim Kaiserpreis-Rennen im Taunus nach einem harten Kampf mit dem späteren Sieger Felice Nazzaro auf Fiat den dritten Platz, was Opel als Hersteller des bestplatzierten deutschen Fahrzeugs den Titel kaiserlicher Hoflieferant für Automobile einbrachte. 
Im Jahr 1925 feierte Jörns zwei Siege bei Rund um die Solitude in Stuttgart. Schließlich beendete Jörns seine Karriere 1926 mit dem Sieg in einer Kategorie beim Herkulesrennen, das er 1924 als Gesamtschnellster gewonnen hatte. In seiner gesamten Laufbahn hatte er 288 Rennsiege errungen.
1945 pensioniert, starb Jörns am 19. Juli 1969 mit 93 Jahren im Stadtkrankenhaus Rüsselsheim. Er war verheiratet mit Katharina Jörns, geb. Lankau.

## Ehrungen
- Bundesverdienstkreuz am Bande (31. Oktober 1957)[4]